# Okanagan Boundary
Pour les articles homonymes, voir Okanagan (homonymie).
Okanagan Boundary est une ancienne circonscription électorale fédérale de la Colombie-Britannique, représentée de 1953 à 1979.
La circonscription de Okanagan Boundary est créée en 1952 avec des parties de Kamloops et de Yale. Abolie en 1976, elle est redistribuée parmi Fraser Valley East, Kootenay-Ouest, Okanagan-Nord et Okanagan—Similkameen.

## Députés
1. 1953-1957 — Owen Lewis Jones, CCF
2. 1957-1958 — Frank Christian, CS
3. 1958-1968 — David Vaughan Pugh, PC
4. 1968-1972 — Bruce Howard, PLC
5. 1972-1979 — George Whittaker, PC

- CCF = Co-Operative Commonwealth Federation
- CS = Parti Crédit social
- PC = Parti progressiste-conservateur
- PLC = Parti libéral du Canada